# AC Sparta Praha 2014/2015
Tento článek se podrobně zabývá sestavou a zápasy týmu AC Sparta Praha v sezóně 2014/15.

## Soupiska
| Číslo | Pozice |                   | Hráč             | Datum narození a věk        | 2014/15 | 2014/15 | 2014/15 | 2014/15   | 2014/15 |
| Číslo | Pozice | Z                 | Hráč             | Datum narození a věk        | Gól     | A       |         | Vyloučení |         |
| ----- | ------ | ----------------- | ---------------- | --------------------------- | ------- | ------- | ------- | --------- | ------- |
| 1     | B      | Česko             | Marek Štěch      | 28. ledna 1990 (25 let)     | 23      | 0       | 0*      | 0         | 0       |
| 3     | Ú      | Česko             | Václav Kadlec    | 20. května 1992 (23 let)    | 14      | 10      | 1       | 3         | 0       |
| 4     | O      | Česko             | Ondřej Švejdík   | 3. prosince 1982 (32 let)   | 11      | 1       | 0*      | 2         | 0       |
| 5     | O      | Česko             | Jakub Brabec     | 6. srpna 1992 (22 let)      | 35      | 3       | 0       | 7         | 0       |
| 6     | Z      | Česko             | Lukáš Vácha      | 13. května 1989 (26 let)    | 35      | 2       | 1       | 10        | 1       |
| 7     | Z      | Česko             | Tomáš Přikryl    | 4. července 1992 (22 let)   | 21      | 4       | 3       | 0         | 0       |
| 8     | Z      | Česko             | Marek Matějovský | 20. prosince 1981 (33 let)  | 41      | 0       | 6*      | 8         | 1       |
| 9     | Z      | Česko             | Bořek Dočkal     | 30. září 1988 (26 let)      | 45      | 12      | 16      | 7         | 0       |
| 10    | Z      | Albánie           | Herolind Shala   | 1. února 1992 (23 let)      | 4       | 0       | 0       | 0         | 0       |
| 11    | Z      | Česko             | Lukáš Mareček    | 17. dubna 1990 (25 let)     | 37      | 1       | 1*      | 0         | 0       |
| 13    | Z      | Česko             | Jakub Pešek      | 24. června 1993 (22 let)    | 3       | 0       | 0*      | 0         | 0       |
| 14    | Ú      | Česko             | Martin Nešpor    | 5. června 1990 (25 let)     | 6       | 1       | 0       | 0         | 0       |
| 15    | O      | Česko             | Radoslav Kováč   | 27. listopadu 1979 (35 let) | 27      | 1       | 1*      | 3         | 0       |
| 16    | O      | Česko             | Pavel Kadeřábek  | 25. dubna 1992 (23 let)     | 39      | 3       | 10      | 5         | 0       |
| 17    | Z      | Česko             | Kamil Vacek      | 18. května 1987 (28 let)    | 21      | 0       | 1*      | 2         | 0       |
| 18    | Z      | Pobřeží slonoviny | Tiémoko Konaté   | 19. dubna 1990 (25 let)     | 35      | 3       | 7*      | 2         | 0       |
| 19    | O      | Slovensko         | Juraj Chvátal    | 13. července 1996 (18 let)  | 1       | 0       | 0       | 0         | 0       |
| 19    | O      | Česko             | Matěj Hybš       | 3. ledna 1993 (22 let)      | 1       | 0       | 0       | 0         | 0       |
| 20    | Ú      | USA               | Fafà Picault     | 23. února 1991 (24 let)     | 1       | 0       | 0       | 0         | 0       |
| 21    | Ú      | Česko             | David Lafata     | 18. září 1981 (33 let)      | 44      | 34      | 4       | 2         | 0       |
| 22    | Z      | Česko             | Josef Hušbauer   | 16. března 1990 (25 let)    | 19      | 6       | 4*      | 4         | 0       |
| 23    | Z      | Česko             | Ladislav Krejčí  | 5. července 1992 (22 let)   | 40      | 8       | 6       | 1         | 0       |
| 25    | O      | Česko             | Mario Holek      | 28. října 1986 (28 let)     | 37      | 0       | 0       | 2         | 0       |
| 26    | O      | Zimbabwe          | Costa            | 6. ledna 1986 (29 let)      | 44      | 1       | 4*      | 10        | 1       |
| 27    | B      | Česko             | Miroslav Miller  | 19. srpna 1980 (34 let)     | 2       | 0       | 0       | 0         | 0       |
| 28    | Ú      | Slovensko         | Ivan Schranz     | 13. září 1993 (21 let)      | 2       | 0       | 0       | 0         | 0       |
| 29    | Ú      | Česko             | Roman Bednář     | 26. března 1983 (32 let)    | 13      | 0       | 0*      | 2         | 0       |
| 33    | O      | Slovensko         | Michal Breznaník | 16. prosince 1985 (29 let)  | 10      | 1       | 0       | 0         | 0       |
| 35    | B      | Česko             | David Bičík      | 2. června 1981 (34 let)     | 23      | 0       | 0       | 0         | 0       |
| 37    | Ú      | Česko             | Jakub Řezníček   | 26. května 1988 (27 let)    | 10      | 1       | 0       | 1         | 0       |
| 38    | Z      | Česko             | Jiří Miskovič    | 20. srpna 1993 (21 let)     | 2       | 0       | 0*      | 0         | 0       |
| 39    | O      | Česko             | Jakub Podaný     | 15. června 1987 (28 let)    | 5       | 0       | 0       | 0         | 0       |
| 49    | Ú      | Česko             | Patrik Schick    | 24. ledna 1996 (19 let)     | 7       | 1       | 0*      | 0         | 0       |

Poznámky
- Statistika asistencí není kompletní, chybí data pro pohárové utkání s Živanicemi. Hráči, kteří byli na hřišti v době vstřelení gólu a tudíž si mohli připsat asistenci, mají počet asistencí uvedený kurzívou a s hvězdičkou.
- Věk uveden k poslednímu dni sezony, tj. 30. červnu 2015.

## Liga
| 1 25. července 2014 | Bohemians Praha 1905            | 1 : 2 | AC Sparta Praha                                         | Ďolíček, Praha                                                                  |  |
| 18:00 | Michal Šmíd 56' Jan Růžička 89' | [ 1 ] | 26' Martin Nešpor 54' Josef Hušbauer 61' Josef Hušbauer | Diváci: 5 000 Rozhodčí: Miroslav Zelinka AR: Antonín Kordula, Stanislav Pochylý |  |
| Poznámky: AC Sparta Praha: Bičík – Costa, Holek, Švejdík, Kadeřábek – Přikryl (79. Breznaník), Hušbauer (90. Kováč), Vácha, Dočkal – Lafata (C), Nešpor. Trenér Lavička Bohemians Praha 1905: Havránek – Kalina, Šmíd, Brabec, Růžička – Engelmann (63. Bratanović), Rada, Jindřišek (C), Krch (74. Lietava), Moravec – Mikuš (87. Artemuk). Trenér Pivarník |                                 |       |                                                         |                                                                                 |  |

| 2 2. srpna 2014 | AC Sparta Praha                                      | 3 : 0 | FC Vysočina Jihlava | Letná, Praha                                                        |  |
| 20:15 | Tomáš Přikryl 47' Tomáš Přikryl 50' Bořek Dočkal 66' | [ 2 ] | 33' Tomáš Kučera    | Diváci: 6 860 Rozhodčí: Martin Nenadál AR: Jiří Jiřík, Michal Urban |  |
| Poznámky: AC Sparta Praha: Bičík – Costa, Kováč, Švejdík, Kadeřábek – Přikryl (79. Breznaník), Matějovský, Hušbauer (62. Vacek), Vácha, Dočkal – Lafata (C) (69. Bednář). Trenér Lavička FC Vysočina Jihlava: Hanuš – Vaculík (C), Krejčí, Kryštůfek, Vidlička – Kukoľ, Kučera, Jungr (77. Mešanović), Marek, Kosak (72. Marcin) – Harba. Trenér Rada |                                                      |       |                     |                                                                     |  |

| 3 9. srpna 2014 | 1. FK Příbram | 0 : 1 | AC Sparta Praha  | Na Litavce, Příbram                                                 |  |
| 20:15 |               | [ 3 ] | 70' David Lafata | Diváci: 7 062 Rozhodčí: Jan Jílek AR: Ivo Nádvorník, Dušan Pospíšil |  |
| Poznámky: AC Sparta Praha: Bičík – Costa, Švejdík, Kováč, Kadeřábek – Krejčí (89. Mareček), Matějovský, Hušbauer (65. Bednář), Vácha, Přikryl (53. Konaté) – Lafata. Trenér Lavička 1. FK Příbram: Boháč – Neves, Zápotočný (C), Hájovský, Sus – Pilík (84. Švancara), Hnaníček, Fillo (64. Stratil), Tarczal, Mareš (81. Danoski), Řezníček. Trenér Čuhel |               |       |                  |                                                                     |  |

| 4 15. srpna 2014 | AC Sparta Praha                        | 0 : 1 | FC Baník Ostrava                                                                          | Letná, Praha                                                             |  |
| 20:20 | Pavel Kadeřábek 39' Josef Hušbauer 81' | [ 4 ] | 5' Ján Greguš 32' Michal Frydrych 35' Jan Baránek 47' Patrizio Stronati 90' Daniel Holzer | Diváci: 10 938 Rozhodčí: Pavel Franěk AR: Petr Blažej, Zdeněk Dobrovolný |  |
| Poznámky: AC Sparta Praha: Bičík – Costa, Švejdík (70. Nešpor), Kováč, Kadeřábek – Krejčí (67. Breznaník), Matějovský, Hušbauer, Mareček (88. Konaté), Dočkal – Lafata (C). Trenér Lavička FC Baník Ostrava: Pavlenka – Holzer, Stronati, Baránek, Frydrych (C) – Štěpán (82. Sukup), Greguš, Lindpere (60. Šichor), Mensah, Kukec – Azevedo (77. Kaša). Trenér Bernady |                                        |       |                                                                                           |                                                                          |  |

| 5 24. srpna 2014 | FK Dukla Praha   | 1 : 0 | AC Sparta Praha                                                        | Stadion Juliska, Praha                                              |  |
| 20:15 | Tomáš Berger 22' | [ 5 ] | 56' Lukáš Vácha 72' Kamil Vacek 90' Radoslav Kováč 90'+1' Bořek Dočkal | Diváci: 6 348 Rozhodčí: Libor Kovařík AR: Radek Kotík, Jiří Moláček |  |
| Poznámky: AC Sparta Praha: Bičík – Costa, Brabec, Kováč, Kadeřábek – Breznaník (64. Dočkal), Matějovský, Vacek, Vácha (C) (58. Lafata), Přikryl (21. Konaté) – Bednář. Trenér Lavička FK Dukla Praha: Chudý – Hanousek, Štetina, Vorel, Karavajev – Hanousek, Gedeon (C), Považanec (67. Čajić) – Mareš (81. Hlinka), Krmenčík, Berger (89. Beauguel). Trenér Kozel |                  |       |                                                                        |                                                                     |  |

| 6 31. srpna 2014 | AC Sparta Praha                                                  | 2 : 0 | FK Baumit Jablonec            | Letná, Praha                                                              |  |
| 15:45 | David Lafata 61' Costa 67' Marek Matějovský 68' David Lafata 70' | [ 6 ] | 38' Jan Kopic 83' Filip Novák | Diváci: 6 754 Rozhodčí: Pavel Královec AR: Antonín Kordula, Ivo Nádvorník |  |
| Poznámky: AC Sparta Praha: Bičík – Costa, Brabec, Kováč, Kadeřábek – Krejčí, Matějovský (78. Mareček), Vácha, Vacek (59. Konaté), Dočkal – Lafata (C) (84. Nešpor). Trenér Lavička FK Baumit Jablonec: Hrubý – Novák, Mišůn, Pernica, Romera – Crnkić (54. Čížek), Pospíšil (75. Moulis), Hübschman (C), Rossi, Kopic (67. Mingazov) – Doležal. Trenér Šilhavý |                                                                  |       |                               |                                                                           |  |

| 7 13. září 2014 | FK Teplice                        | 0 : 0 | AC Sparta Praha                                          | Stadion Na Stínadlech, Teplice                                           |  |
| 20:15 | Jan Hošek 78' Tomáš Vondrášek 89' | [ 7 ] | 25' Marek Matějovský 71' Radoslav Kováč 77' Jakub Brabec | Diváci: 10 460 Rozhodčí: Miroslav Zelinka AR: Ondřej Pelikán, Jiří Jiřík |  |
| Poznámky: AC Sparta Praha: Bičík – Costa, Brabec, Kováč, Kadeřábek – Krejčí, Mareček, Matějovský (76. Konaté), Vacek (62. Hušbauer), Dočkal – Lafata (C). Trenér Lavička FK Teplice: Grigar – Krob (C), Jablonský, Lüftner, Vondrášek – Nivaldo (63. Mahmutović), Takács, Ljevaković, Matula (63. Hošek), Vůch – Litsingi (78. Kapolongo). Trenér Ščasný |                                   |       |                                                          |                                                                          |  |

| 8 21. září 2014 | AC Sparta Praha                                                                            | 3 : 1 | FC Hradec Králové                                                       | Letná, Praha                                                       |  |
| 17:00 | Josef Hušbauer 9' David Lafata 20' Pavel Kadeřábek 43' David Lafata 48' Josef Hušbauer 55' | [ 8 ] | 6' Tomáš Malínský 34' Petr Mareš 45'+2' Jakub Chleboun 51' Adrian Rolko | Diváci: 6 815 Rozhodčí: Karel Hrubeš AR: Pavel Peřina, Marek Pilný |  |
| Poznámky: AC Sparta Praha: Bičík – Costa, Holek, Brabec, Kadeřábek – Krejčí (83. Breznaník), Vacek (63. Dočkal), Hušbauer (78. Mareček), Vácha, Konaté – Lafata (C). Trenér Lavička FC Hradec Králové: Koubek – Mareš, Rolko (C), Chleboun, Holeš – Malínský, Kotiš (73. Černý), Shejbal (63. Dvořák), Križko, Štípek – Halilović (83. Hable). Trenér Prokopec |                                                                                            |       |                                                                         |                                                                    |  |

| 9 27. září 2014 | SK Slavia Praha                                   | 0 : 2 | AC Sparta Praha                                              | Eden, Praha                                                            |  |
| 18:00 | Martin Latka 49' Karel Piták 84' Aldo Baéz 90'+1' | [ 9 ] | 14' Costa 53' David Lafata 58' David Lafata 80' David Lafata | Diváci: 16 661 Rozhodčí: Michal Paták AR: Martin Wilczek, Jiří Moláček |  |
| Poznámky: 282. derby AC Sparta Praha: Bičík – Costa, Holek, Brabec, Kadeřábek – Krejčí, Matějovský, Hušbauer (50. Konaté), Vácha, Dočkal (90.+3. Mareček) – Lafata (88. Bednář). Trenér Lavička SK Slavia Praha: Hrubeš – Juhar, Bílek, Latka (C), Dobrotka – Černý (87. Petr), Kodr (70. Hrubý), Zmrhal, Baéz, Vukadinović (61. Piták) – Škoda. Trenér Beránek |                                                   |       |                                                              |                                                                        |  |

| 10 5. října 2014 | AC Sparta Praha         | 1 : 0  | FC Slovan Liberec                                   | Letná, Praha                                                          |  |
| 15:30 | Bořek Dočkal 75' (pen.) | [ 10 ] | 72' Martin Frýdek 75' Jiří Fleišman 75' Josef Šural | Diváci: 8 475 Rozhodčí: Radek Příhoda AR: Kryštof Mencl, Michal Urban |  |
| Poznámky: AC Sparta Praha: Bičík – Costa, Holek, Brabec, Kadeřábek – Krejčí (70. Přikryl), Matějovský (86. Kováč), Dočkal, Vácha (31. Mareček), Konaté – Lafata (C). Trenér Lavička FC Slovan Liberec: Kolář – Fleišman (C), Karišik (69. Pokorný), Pimpara, Coufal – Mudra (80. Luckassen), Soungole, Ďubek (84. Salazans), Pavelka, Frýdek – Šural. Trenér Slovák |                         |        |                                                     |                                                                       |  |

| 11 18. října 2014 | FC Zbrojovka Brno                                                  | 1 : 3  | AC Sparta Praha                                              | MFS Srbská, Brno                                                      |  |
| 20:15 | Aleš Schuster 27' Jan Malík 51' Václav Hladký 60' Pavel Košťál 75' | [ 11 ] | 13' Ladislav Krejčí 61' (pen.) Bořek Dočkal 70' David Lafata | Diváci: 8 262 Rozhodčí: Pavel Královec AR: Martin Wilczek, David Hock |  |
| Poznámky: AC Sparta Praha: Bičík – Costa, Brabec, Holek, Kadeřábek – Krejčí, Matějovský (71. Vacek), Vácha (89. Mareček), Dočkal, Konaté (79. Přikryl) – Lafata (C). Trenér Lavička FC Zbrojovka Brno: Hladký – Schuster, Jugas, Košťál – Lutonský, Malík, Zavadil (C) (85. Šumbera), Fischer – Hyčka, Vávra (60. Doležal), Brigant (57. Keresteš). Trenér Kotal |                                                                    |        |                                                              |                                                                       |  |

| 12 26. října 2014 | AC Sparta Praha                  | 1 : 0  | FK Mladá Boleslav               | Letná, Praha                                                        |  |
| 15:45 | Lukáš Vácha 53' Bořek Dočkal 60' | [ 12 ] | 75' Jan Kysela 79' Daniel Bartl | Diváci: 7 731 Rozhodčí: Tomáš Kocourek AR: Ivo Nádvorník, Jiří Kříž |  |
| Poznámky: AC Sparta Praha: Bičík – Costa, Holek, Brabec, Kadeřábek – Krejčí (89. Vacek), Matějovský, Dočkal (80. Mareček), Vácha, Konaté (83. Přikryl) – Lafata (C). Trenér Lavička FK Mladá Boleslav: Hruška – Bartl, Hůlka, Navrátil, Kysela – Mehanović (69. Vukadinović), Tavares, Šćuk (C), Zahustel – Ďuriš (76. Pajer), Lalkovič (64. Magera). Trenér Jarolím |                                  |        |                                 |                                                                     |  |

| 13 1. listopadu 2014 | FC Viktoria Plzeň                                                                    | 2 : 0  | AC Sparta Praha                                                                                                | Doosan Arena, Plzeň                                                      |  |
| 20:15 | Lukáš Hejda 12' Tomáš Hořava 23' Václav Pilař 38' Matúš Kozáčik 87' Tomáš Hořava 90' | [ 13 ] | 31' Ladislav Krejčí 44' Bořek Dočkal 77' Costa 84' Pavel Kadeřábek 90'+1' Roman Bednář 90'+3' Marek Matějovský | Diváci: 11 354 Rozhodčí: Jan Jílek AR: Ondřej Pelikán, Zdeněk Dobrovolný |  |
| Poznámky: AC Sparta Praha: Bičík – Costa, Holek, Brabec (74. Bednář), Kadeřábek – Krejčí, Vácha, Matějovský, Dočkal, Konaté (67. Přikryl) – Lafata (C). Trenér Lavička FC Viktoria Plzeň: Kozáčik – Limberský (C), Procházka, Hejda, Řezník (69. Hubník) – Pilař, Hrošovský, Vaněk, Hořava, Petržela (90.+4. Kovařík) – Holenda (64. Tecl). Trenér Koubek |                                                                                      |        | |                                                                          |  |

| 14 9. listopadu 2014 | 1. FC Slovácko                    | 0 : 2  | AC Sparta Praha                     | MFS Miroslava Valenty, Uherské Hradiště                                  |  |
| 17:00 | Martin Kuncl 50' Tomáš Břečka 56' | [ 14 ] | 38' Bořek Dočkal 57' Tiémoko Konaté | Diváci: 11 354 Rozhodčí: Libor Kovařík AR: Kryštof Mencl, Petr Vysloužil |  |
| Poznámky: AC Sparta Praha: Štěch – Costa, Holek, Brabec, Kadeřábek – Krejčí (90. Pešek), Mareček, Dočkal, Vácha (26. Vacek), Konaté (87. Kováč) – Lafata (C). Trenér Lavička 1. FC Slovácko: Heča – Reinberk (83. Hlúpik), Břečka, Mezlík, Kuncl – Kerbr, Kalouda (62. Trávník), Havlík (46. Valenta), Rada (C), Diviš – Dočekal. Trenér Habanec |                                   |        |                                     |                                                                          |  |

| 15 22. listopadu 2014 | AC Sparta Praha                                                     | 4 : 0  | SK Dynamo České Budějovice | Letná, Praha                                                           |  |
| 17:00 | David Lafata 28' Bořek Dočkal 48' David Lafata 52' Bořek Dočkal 61' | [ 15 ] |                            | Diváci: 7 451 Rozhodčí: Pavel Franěk AR: Dušan Pospíšil, Pavel Vlasjuk |  |
| Poznámky: AC Sparta Praha: Štěch – Costa, Holek, Brabec, Kadeřábek – Krejčí (70. Přikryl), Matějovský (76. Schick), Hušbauer (62. Vacek), Mareček, Dočkal – Lafata (C). Trenér Lavička SK Dynamo České Budějovice: Křížek – Funda, Podstavek (55. Kalod), Lengyel, Novák – Hora, Herzán (C), Benát (89. Brunclík), Hála, Vošahlík – Linhart (66. Škoda). Trenér Urban |                                                                     |        |                            |                                                                        |  |

| 16 30. listopadu 2014 | FC Vysočina Jihlava                   | 0 : 2  | AC Sparta Praha                                                          | Stadion v Jiráskově ulici, Jihlava                              |  |
| 14:30 | Vladimír Kukoľ 55' Vladimír Kukoľ 60' | [ 16 ] | 23' Josef Hušbauer 43' Jakub Brabec 65' Marek Matějovský 89' Mario Holek | Diváci: 4 075 Rozhodčí: Zbyněk Proske AR: Jan Paták, David Hock |  |
| Poznámky: AC Sparta Praha: Štěch – Costa, Holek, Brabec, Kadeřábek – Krejčí, Mareček, Hušbauer (83. Schick), Matějovský (73. Vacek), Dočkal – Lafata (C) (17. Přikryl). Trenér Lavička FC Vysočina Jihlava: Hanuš – Marek, Krejčí, Kryštůfek, Vaculík (C) – Fulnek (46. Kosak), Šulek (67. Kovář), Harba, Kučera, Kukoľ – Mešanović. Trenér Kučera |                                       |        |                                                                          |                                                                 |  |

| 17 23. února 2015 | AC Sparta Praha                                                                                                  | 4 : 1  | 1. FK Příbram                               | Letná, Praha                                                      |  |
| 18:00 | David Lafata 39' Lukáš Vácha 52' Václav Kadlec 57' Milan Nitrianský 72' (vl.) Jakub Brabec 81' Václav Kadlec 82' | [ 17 ] | 37' (vl.) Pavel Kadeřábek 85' Josef Divíšek | Diváci: 8 062 Rozhodčí: Jan Jílek AR: Ivo Nádvorník, Michal Urban |  |
| Poznámky: AC Sparta Praha: Štěch – Costa, Holek, Brabec, Kadeřábek – Krejčí, Vácha (79. Mareček), Shala (54. Kadlec), Matějovský, Dočkal (86. Konaté) – Lafata (C). Trenér Lavička 1. FK Příbram: Boháč – Matějů, Zápotočný (C), Hájovský, Nitrianský – Divíšek (86. Mareš), Krameš (89. Krbeček), Suchan (75. Hronek), Hnaníček, Pilík – Fillo. Trenér Tobiáš | |        |                                             |                                                                   |  |

| 18 28. února 2015 | FC Baník Ostrava                                                       | 1 : 1  | AC Sparta Praha                                                          | Bazaly, Ostrava                                                            |  |
| 15:00 | Milan Baroš 65' Ondřej Sukup 83' Francis Narh 90' Martin Kouřil 90'+3' | [ 18 ] | 39' Václav Kadlec 83' Marek Matějovský 85' David Lafata 90' Jakub Brabec | Diváci: 7 438 Rozhodčí: Tomáš Kocourek AR: Antonín Kordula, Dušan Pospíšil |  |
| Poznámky: AC Sparta Praha: Štěch – Costa, Holek, Brabec, Kadeřábek – Krejčí, Vácha, Kadlec, Matějovský, Dočkal (74. Řezníček) – Lafata (C). Trenér Lavička FC Baník Ostrava: Pavlenka – Lučić (46. Sukup), Kouřil, Frydrych, Štěpán – Holzer, Foltýn, Kukec, Šichor (72. Mišák), Azevedo – Baroš (C) (87. Narh). Trenér Frňka |                                                                        |        |                                                                          |                                                                            |  |

| 19 8. března 2015 | AC Sparta Praha                                                                                   | 3 : 0  | FK Dukla Praha                                                            | Letná, Praha                                                        |  |
| 18:45 | Lukáš Štetina 17' (vl.) Jakub Brabec 31' Bořek Dočkal 45'+1' (pen.) Ladislav Krejčí 57' Costa 80' | [ 19 ] | 36' Matěj Hanousek 44' Michal Jeřábek 45' Jakub Mareš 62' Jakub Považanec | Diváci: 8 631 Rozhodčí: Michal Paták AR: Ondřej Pelikán, Jiří Jiřík |  |
| Poznámky: AC Sparta Praha: Štěch – Costa, Holek, Brabec, Kadeřábek (24. Shala) – Mareček (62. Kováč), Vácha, Dočkal – Krejčí (74. Konaté), Lafata (C), Kadlec. Trenér Lavička FK Dukla Praha: Rada – Hanousek, Jeřábek, Štetina, Karavajev – Čajić, Považanec, Hanousek (64. Tetour), Gedeon (C) (78. Kluk), Berger (87. Děrgačev) – Mareš. Trenér Kozel |                                                                                                   |        |                                                                           |                                                                     |  |

| 20 14. března 2015 | FK Baumit Jablonec | 0 : 0  | AC Sparta Praha   | Stadion Střelnice, Jablonec nad Nisou                              |  |
| 20:15 | José Romera 55'    | [ 20 ] | 32' Václav Kadlec | Diváci: 6 108 Rozhodčí: Radek Příhoda AR: Jan Paták, Ivo Nádvorník |  |
| Poznámky: AC Sparta Praha: Štěch – Podaný, Holek, Kováč, Mareček – Matějovský, Vácha, Dočkal (86. Řezníček) – Krejčí (81. Konaté), Lafata (C), Kadlec. Trenér Lavička FK Baumit Jablonec: Hrubý – Novák, Beneš, Pernica, Romera – Crnkić (87. Čížek), Hübschman (C), Pospíšil, Greguš, Kopic (71. Masopust) – Šabala (81. Doležal). Trenér Šilhavý |                    |        |                   |                                                                    |  |

| 21 21. března 2015 | AC Sparta Praha         | 1 : 0  | FK Teplice                                                                               | Letná, Praha                                                            |  |
| 20:15 | Bořek Dočkal 89' (pen.) | [ 21 ] | 37' Franci Litsingi 38' Jan Krob 89' Štěpán Vachoušek 90'+3' ... 90'+3' Štěpán Vachoušek | Diváci: 8 502 Rozhodčí: Libor Kovařík AR: Antonín Kordula, Robert Hájek |  |
| Poznámky: AC Sparta Praha: Štěch – Costa, Holek, Brabec (69. Kováč), Mareček (75. Řezníček) – Krejčí (46. Konaté), Matějovský, Dočkal, Vácha, Kadlec – Lafata (C). Trenér Lavička FK Teplice: Grigar – Krob, Jablonský (46. Vondrášek), Lüftner, Matula (C) – Vůch, Vachoušek, Ljevaković, Hora – Litsingi (50. Balázs), Potočný. Trenér Rada |                         |        |                                                                                          |                                                                         |  |

| 22 4. dubna 2015 | FC Hradec Králové | 0 : 3  | AC Sparta Praha                                                  | Všesportovní stadion, Hradec Králové                                     |  |
| 14:30 |                   | [ 22 ] | 31' Václav Kadlec 33' Costa 64' David Lafata 87' Ladislav Krejčí | Diváci: 7 100 Rozhodčí: Zbyněk Proske AR: Ondřej Pelikán, Petr Vysloužil |  |
| Poznámky: AC Sparta Praha: Štěch – Costa, Holek, Brabec, Mareček (89. Chvátal) – Krejčí, Matějovský, Dočkal (78. Konaté), Vácha, Kadlec (85. Řezníček) – Lafata (C). Trenér Lavička FC Hradec Králové: Koubek – Plašil (68. Shejbal), Rolko (C), Chleboun, Holeš – Malínský, Trubač, Černý (83. Tito), Halilović, Štípek (64. Vaněček) – Dvořák. Trenér Pilný |                   |        |                                                                  |                                                                          |  |

| 23 11. dubna 2015 | AC Sparta Praha                                                           | 2 : 1  | SK Slavia Praha                                                                                     | Letná, Praha                                                              |  |
| 19:15 | Václav Kadlec 43' David Lafata 66' Jakub Brabec 89' Tiémoko Konaté 90'+3' | [ 23 ] | 3' Milan Škoda 13' Martin Latka 61' Aldo Baéz 69' Levan Kenija 81' Martin Berkovec 87' Robert Hrubý | Diváci: 18 665 Rozhodčí: Pavel Královec AR: Martin Wilczek, Ivo Nádvorník |  |
| Poznámky: AC Sparta Praha: Štěch – Costa, Holek, Brabec, Mareček (57. Konaté) – Krejčí, Matějovský (77. Řezníček), Dočkal, Vácha, Kadlec (90.+2. Kováč) – Lafata (C). Trenér Lavička SK Slavia Praha: Berkovec – Tamás, Bílek, Latka (C), Ševc (85. Boudjemaa) – Prošek (60. Dostál), Piták, Kenija (90. Červenka), Baéz, Hrubý – Škoda. Trenér Beránek |                                                                           |        | |                                                                           |  |

| 24 18. dubna 2015 | FC Slovan Liberec                                                                      | 2 : 1  | AC Sparta Praha                  | Stadion U Nisy, Liberec                                               |  |
| 20:15 | Dzon Delarge 21' Marek Bakoš 36' Martin Frýdek 56' Lukáš Pokorný 65' Lukáš Pokorný 65' | [ 24 ] | 26' David Lafata 45' Lukáš Vácha | Diváci: 8 195 Rozhodčí: Jan Jílek AR: Antonín Kordula, Dušan Pospíšil |  |
| Poznámky: AC Sparta Praha: Štěch – Costa, Holek, Kováč, Brabec – Krejčí, Vácha, Matějovský, Dočkal – Řezníček (46. Konaté), Lafata (C). Trenér Ščasný FC Slovan Liberec: Hroššo – Mudra, Karišik, Pokorný, Sus (85. Coufal) – Frýdek, Soungole, Delarge, Pavelka (C) (77. Douglas), Luckassen – Bakoš (88. Pimpara). Trenér Vavruška |                                                                                        |        |                                  |                                                                       |  |

| 25 26. dubna 2015 | AC Sparta Praha                                                     | 4 : 0  | FC Zbrojovka Brno                       | Letná, Praha                                                        |  |
| 17:45 | David Lafata 18' David Lafata 37' Bořek Dočkal 64' David Lafata 75' | [ 25 ] | 69' Miroslav Keresteš 82' Aleš Schuster | Diváci: 7 811 Rozhodčí: Martin Nenadál AR: Pavel Vlasjuk, Jiří Kříž |  |
| Poznámky: AC Sparta Praha: Štěch – Costa, Holek, Brabec, Kadeřábek – Krejčí (65. Konaté), Mareček, Dočkal, Matějovský, Kadlec – Lafata (C) (79. Řezníček). Trenér Ščasný FC Zbrojovka Brno: Melichárek – Keresteš, Schuster, Košťál, Jugas – Slančík (39. Lutonský), Buchta (72. Kopúnek), Malík, Zavadil (C), Pašek – Marković (55. Vávra). Trenér Kotal |                                                                     |        |                                         |                                                                     |  |

| 26 3. května 2015 | FK Mladá Boleslav                                                                                     | 2 : 3  | AC Sparta Praha                                                                | Městský stadion, Mladá Boleslav                                           |  |
| 19:30 | Ondřej Zahustel 4' Jan Štohanzl 9' Jasmin Šćuk 43' Jan Kysela 48' Antonín Křapka 66' Tomáš Wágner 87' | [ 26 ] | 50' Václav Kadlec 56' Lukáš Vácha 67' (pen.) Václav Kadlec 75' Pavel Kadeřábek | Diváci: 4 376 Rozhodčí: Emanuel Marek AR: Zdeněk Dobrovolný, Petr Caletka |  |
| Poznámky: AC Sparta Praha: Štěch – Costa (68. Podaný), Holek, Brabec, Kadeřábek (82. Kováč) – Krejčí, Vácha, Dočkal, Mareček (15. Konaté), Kadlec – Lafata. Trenér Ščasný FK Mladá Boleslav: Hruška – Bořil, Křapka, Koch, Kysela – Bartl, Šćuk, Zahustel, Štohanzl (81. Kúdela), Ďuriš (81. Wágner) – Magera (C) (84. Vukadinović). Trenér Jarolím | |        |                                                                                |                                                                           |  |

| 27 9. května 2015 | AC Sparta Praha                                                                           | 0 : 2  | FC Viktoria Plzeň                                                                                                | Letná, Praha                                                                                     |  |
| 19:15 | David Lafata 35' Tiémoko Konaté 69' Costa 89' Marek Matějovský 90'+2' Bořek Dočkal 90'+3' | [ 27 ] | 27' Ondřej Vaněk 49' Tomáš Hořava 52' Jan Holenda 66' František Rajtoral 69' Roman Hubník 90'+3' David Limberský | Diváci: 18 632 Rozhodčí: David Fernández Borbalán AR: Jorge Canelo Prieto, Ángel Franco Martínez |  |
| Poznámky: AC Sparta Praha: Štěch – Costa, Holek, Brabec, Kadeřábek – Krejčí (54. Konaté), Matějovský, Dočkal, Vácha, Kadlec (75. Řezníček) – Lafata (C). Trenér Ščasný FC Viktoria Plzeň: Kozáčik – Limberský (C), Procházka, Hubník, Rajtoral – Kovařík, Hořava, Kolář (90. Baránek), Vaněk, Pilař (87. Petržela) – Holenda (82. Mahmutović). Trenér Koubek |                                                                                           |        | |                                                                                                  |  |

| 28 15. května 2015 | AC Sparta Praha                                                                                         | 5 : 2  | 1. FC Slovácko                                        | Letná, Praha                                                              |  |
| 20:30 | Pavel Kadeřábek 5' David Lafata 11' Lukáš Vácha 18' Václav Kadlec 22' Lukáš Vácha 49' Václav Kadlec 52' | [ 28 ] | 14' Michal Trávník 18' Libor Došek 42' Jaroslav Diviš | Diváci: 5 507 Rozhodčí: Miroslav Zelinka AR: Ondřej Pelikán, Pavel Peřina |  |
| Poznámky: AC Sparta Praha: Štěch – Costa, Holek, Brabec, Kadeřábek – Krejčí (58. Konaté), Matějovský (70. Mareček), Dočkal, Vácha (84. Shala), Kadlec – Lafata (C). Trenér Ščasný 1. FC Slovácko: Heča – Reinberk, Košút, Rada, Kuncl (87. Prajza) – Kerbr (58. Hlúpik), Havlík, Trávník, Valenta, Diviš (73. Galuška) – Došek (C). Trenér Habanec | |        |                                                       |                                                                           |  |

| 29 23. května 2015 | SK Dynamo České Budějovice                                                       | 1 : 3  | AC Sparta Praha                                                                    | Střelecký ostrov, České Budějovice                                 |  |
| 17:15 | Zdeněk Linhart 39' Jan Hála 46' Pavel Eliáš 68' Petr Pasecký 74' Aleš Dvořák 83' | [ 29 ] | 25' Václav Kadlec 26' David Lafata 57' Costa 60' Václav Kadlec 63' Pavel Kadeřábek | Diváci: 4 650 Rozhodčí: Pavel Franěk AR: Jiří Jiřík, Pavel Vlasjuk |  |
| Poznámky: AC Sparta Praha: Štěch – Costa, Holek, Kováč (60. Švejdík), Kadeřábek – Krejčí (61. Podaný), Dočkal, Kadlec, Vácha, Konaté – Lafata (C). Trenér Ščasný SK Dynamo České Budějovice: Křížek – Eliáš, Novák, Lengyel, Janotka – Funda, Benát, Řezáč, Kladrubský (C) (82. Dvořák), Hála (64. Vaněk) – Linhart (71. Pasecký). Trenér Cipro |                                                                                  |        |                                                                                    |                                                                    |  |

| 30 30. května 2015 | AC Sparta Praha                                   | 1 : 1  | Bohemians Praha 1905                                                                  | Letná, Praha                                                       |  |
| 17:15 | David Lafata 77' Bořek Dočkal 89' Mario Holek 90' | [ 30 ] | 37' Elvis Bratanović 48' Zoran Gajić 72' Michal Šmíd 78' Jakub Rada 79' Zdeněk Zlámal | Diváci: 9 330 Rozhodčí: Pavel Orel AR: Jiří Moláček, Jaroslav Kubr |  |
| Poznámky: AC Sparta Praha: Štěch – Podaný (68. Mareček), Holek, Kováč (10. Švejdík), Kadeřábek – Krejčí (46. Konaté), Matějovský, Dočkal, Vácha, Kadlec – Lafata (C). Trenér Ščasný Bohemians Praha 1905: Zlámal – Šírl, Šmíd, Škerle, Havel – Moravec, Rada, Gajić (86. Mosquera), Jindřišek (C), Bartek (90.+3. Kalina) – Bratanović (76. Lietava). Trenér Pivarník |                                                   |        |                                                                                       |                                                                    |  |

### Tabulka
| Poř. | Tým                | Z  | V  | R | P  | VG | OG | B  |
| ---- | ------------------ | -- | -- | - | -- | -- | -- | -- |
| 1.   | FC Viktoria Plzeň  | 30 | 23 | 3 | 4  | 70 | 24 | 72 |
| 2.   | AC Sparta Praha    | 30 | 21 | 4 | 5  | 57 | 20 | 67 |
| 3.   | FK Baumit Jablonec | 30 | 19 | 7 | 4  | 58 | 22 | 64 |
| 4.   | FK Mladá Boleslav  | 30 | 13 | 7 | 10 | 43 | 34 | 46 |
| 5.   | 1. FK Příbram      | 30 | 12 | 7 | 11 | 40 | 45 | 43 |

|  | Postup do 3. předkola (mistrovská část) Ligy mistrů 2015/16   |
|  | Postup do 3. předkola (nemistrovská část) Ligy mistrů 2015/16 |
|  | Postup do 3. předkola Evropské ligy 2015/16                   |
|  | Postup do 2. předkola Evropské ligy 2015/16                   |

## Pohár
3. kolo
| 7. září 2014 | TJ Sokol Živanice                              | 1 : 3 | AC Sparta Praha                                                             | Živanice                                                     |  |
| 16:00 | Michal Buriánek 52' (pen.) Michal Buriánek 68' |       | 22' Tiémoko Konaté 50' Ondřej Švejdík 72' Ondřej Švejdík 87' Josef Hušbauer | Diváci: 3 350 Rozhodčí: Pavel Orel AR: … Arnošt, Marek Pilný |  |
| Poznámky: AC Sparta Praha: Štěch – Costa, Kováč, Švejdík, Mareček – Vacek, Hušbauer, Matějovský – Pešek (56. Schick), Bednář, Konaté (85. Miskovič). Trenér Lavička TJ Sokol Živanice: Knobloch – Poděbradský, Ferčák (89. Pavlásek), Novák, Novotný – Kakrda, Polák, Gorol, Buriánek – Janecký (86. Ráliš), Kořínek (46. Kayamba). Trenér Košátko |                                                |       |                                                                             |                                                              |  |

Osmifinále
| 1. zápas 18. listopadu 2014 | 1. FK Příbram                      | 1 : 1 | AC Sparta Praha                   | Na Litavce, Příbram                                      |  |
| 18:00 | Tomáš Pilík 23' Fernando Neves 78' |       | 16' Kamil Vacek 67' Patrik Schick | Diváci: 1 216 Rozhodčí: Tomáš Kocourek AR: Blažej, Fišer |  |
| Poznámky: AC Sparta Praha: Štěch – Costa, Švejdík, Kováč, Holek – Mareček – Pešek (58. Schick), Matějovský, Hušbauer (78. Miskovič), Vacek – Přikryl. Trenér Lavička 1. FK Příbram: Boháč – Neves, Hájovský, Zápotočný, Sus – Hnaníček, Pilík (85. Suchan) – Hajrapetjan (46. Mareš), Fillo, Krameš – Řezníček (82. T. Krbeček). Trenér Tobiáš |                                    |       |                                   |                                                          |  |

| odveta 4. prosince 2014 | AC Sparta Praha                                                       | 3 : 1 | 1. FK Příbram                                                     | …, Praha                           |  |
| 13:30 | Tomáš Přikryl 6' Bořek Dočkal 57' Josef Hušbauer 64' Bořek Dočkal 71' |       | 51' Tomáš Pilík 57' Tomáš Pilík 69' Martin Sus 80' Fernando Neves | Diváci: 582 Rozhodčí: Karel Hrubeš |  |
| Poznámky: AC Sparta Praha: Štěch – Costa, Brabec, Holek (C), Kadeřábek – Mareček – Krejčí (80. Schick), Matějovský (77. Vacek), Hušbauer, Dočkal – Přikryl. Trenér Lavička 1. FK Příbram: L. Krbeček – Neves, Hájovský, Zápotočný (C) (46. Tregler), Sus – Hnaníček (74. Mareš), Krameš – Pilík, Suchan, Fillo – Řezníček (46. T. Krbeček). Trenér Tobiáš |                                                                       |       |                                                                   |                                    |  |

- Celkem 4:2, postupuje AC Sparta Praha

Čtvrtfinále
| 1. zápas 17. března 2015 | AC Sparta Praha                                         | 2 : 1  | FK Baumit Jablonec                              | Letná, Praha                           |  |
| 18:00 | Jakub Řezníček 10' Václav Kadlec 40' Jakub Řezníček 48' | [ 31 ] | 23' Jan Kopic 57' Martin Doležal 65' Ján Greguš | Diváci: 2 557 Rozhodčí: Pavel Královec |  |
| Poznámky: AC Sparta Praha: Miller – Costa, Brabec, Holek, Mareček – Vácha, Shala (70. Dočkal) – Konaté (79. Schranz), Matějovský, Kadlec – Řezníček (82. Lafata). Trenér Lavička FK Baumit Jablonec: Hrubý – Novák, Kysela, Beneš, Romera – Greguš, Rossi – Masopust (61. Pospíšil), Mingazov (69. Crnkić), Kopic – Doležal (79. Šabala). Trenér Šilhavý |                                                         |        |                                                 |                                        |  |

| odveta 14. dubna 2015 | FK Baumit Jablonec                              | 2 : 0 | AC Sparta Praha                    | Stadion Střelnice, Jablonec nad Nisou  |  |
| 17:30 | Filip Novák 22' Jan Kopic 37' Nermin Crnkić 44' |       | 21' Radoslav Kováč 87' Lukáš Vácha | Diváci: 2 911 Rozhodčí: Petr Ardeleánu |  |
| Poznámky: AC Sparta Praha: Miller – Podaný (79. Schranz), Kováč, Holek, Brabec – Vácha (C) – Krejčí (57. Lafata), Matějovský, Dočkal, Konaté (84. Picault) – Řezníček. Trenér Lavička FK Baumit Jablonec: Hrubý – Novák, Beneš, Pernica, Kysela (63. Romera) – Greguš, Hübschman (C) – Crnkić (74. Mingazov), Pospíšil, Kopic – Doležal (89. Rossi). Trenér Šilhavý |                                                 |       |                                    |                                        |  |

- Celkem 2:3, postupuje FK Jablonec → AC Sparta Praha vyřazena

## Superpohár
| 18. července 2014 | AC Sparta Praha                                                                                        | 3 : 0  | FC Viktoria Plzeň                                                                                             | Letná, Praha                                                    |  |
| 17:45 | Costa 5' David Lafata 10' David Lafata 23' Ladislav Krejčí 33' Mario Holek 77' Michal Breznaník 90'+1' | [ 32 ] | 6' Jan Kovařík 19' Václav Procházka 21' Lukáš Hejda 45' Pavel Horváth 48' Václav Pilař 71' František Rajtoral | Diváci: 5 493 Rozhodčí: Michal Paták AR: Jan Paták, Petr Blažej |  |
| Poznámky: AC Sparta Praha: Bičík – Costa, Holek, Švejdík, Kadeřábek – Matějovský (73. Mareček), Vácha – Krejčí (58. Breznaník), Dočkal, Přikryl – Lafata (C) (86. Nešpor). Trenér Lavička FC Viktoria Plzeň: Kozáčik – Limberský, Hejda, Procházka, Rajtoral – Horváth (C), Hrošovský – Kovařík (46. Pilař, 79. Hořava), Kolář (65. Bakoš), Petržela – Tecl. Trenér Uhrin ml. | |        | |                                                                 |  |

## Evropské poháry

### 2. předkolo Ligy mistrů
| 1. zápas 15. července 2014 | AC Sparta Praha | 7 : 0  | FC Levadia Tallinn | Letná, Praha                                                            |  |
| 20:45 | David Lafata 22' David Lafata 44' David Lafata 45'+4' (pen.) Toni Tipurič 55' (vl.) David Lafata 57' David Lafata 60' Tomáš Přikryl 84' | [ 33 ] |                    | Diváci: 10 152 Rozhodčí: Arnold Hunter AR: Richard Storey, Gareth Eakin |  |
| Poznámky: AC Sparta Praha: Bičík – Costa, Holek, Švejdík, Kadeřábek – Krejčí (79. Přikryl), Matějovský, Hušbauer (69. Mareček), Vácha, Dočkal – Lafata (C) (73. Bednář). Trenér Lavička FC Levadia Tallinn: Smiško (C) – Pikk, Artjunin, Tipurič, Podholjuzin – Al Husianí (63. Pěnič), Antonov (82. Kaljumäe), Raudsepp, Vukobratović, Kulinitš (58. Teever) – Subbotin. Trenér Kristal | |        |                    |                                                                         |  |

| odveta 22. července 2014 | FC Levadia Tallinn | 1 : 1  | AC Sparta Praha                   | Kadriorg Stadium, Tallinn                                                    |  |
| 18:00 | Ingemar Teever 68' | [ 34 ] | 38' Lukáš Mareček 67' Lukáš Vácha | Diváci: 1 150 Rozhodčí: Antonio Damato AR: Lorenzo Manganelli, Fabiano Preti |  |
| Poznámky: AC Sparta Praha: Štěch – Hybš, Kováč, Brabec, Kadeřábek – Breznaník (77. Přikryl), Mareček, Dočkal (78. Lafata), Vácha (C), Konaté – Nešpor (84. Holek). Trenér Lavička FC Levadia Tallinn: Pikker – Pikk, Artjunin, Tipurič, Podholjuzin – Pěnič (81. Marin), Antonov (84. Kaljumäe), Raudsepp, Subbotin – Teever (C), Ivanov (61. Al Husianí). Trenér Kristal |                    |        |                                   |                                                                              |  |

- Celkem 8:1, postupuje  AC Sparta Praha

### 3. předkolo Ligy mistrů
| 1. zápas 29. července 2014 | AC Sparta Praha                                                                          | 4 : 2  | Malmö FF                                                   | Letná, Praha                                                     |  |
| 19:30 | David Lafata 22' David Lafata 51' Radoslav Kováč 52' David Lafata 70' Josef Hušbauer 72' | [ 35 ] | 17' Emil Forsberg 27' Isaac Kiese Thelin 52' Emil Forsberg | Diváci: 12 833 Rozhodčí: Halis Özkahya AR: Cem Satman, Ekrem Kan |  |
| Poznámky: AC Sparta Praha: Bičík – Costa, Holek, Kováč, Kadeřábek – Přikryl (71. Breznaník), Matějovský (84. Vacek), Hušbauer, Vácha, Dočkal – Lafata (C) (87. Bednář). Trenér Lavička Malmö FF: Olsen – Ricardinho, Helander, Hammar, Concha (53. Nazari) – Forsberg, Adu, Halsti (85. Kroon), Tinnerholm – Thelin (75. Mehmeti), Rosenberg (C). Trenér Hareide |                                                                                          |        |                                                            |                                                                  |  |

| odveta 6. srpna 2014 | Malmö FF | 2 : 0  | AC Sparta Praha                                                           | Swedbank Stadion, Malmö                                                    |  |
| 19:00 | Markus Rosenberg 35' Markus Halsti 40' Markus Rosenberg 55' Markus Rosenberg 58' Erik Berg 65' Agon Mehmeti 75' Robin Olsen 89' | [ 36 ] | 16' Lukáš Vácha 30' Ondřej Švejdík 90'+2' Roman Bednář 90'+7' Lukáš Vácha | Diváci: 19 322 Rozhodčí: Ruddy Buquet AR: Guillaume Debart, Cyril Gringore |  |
| Poznámky: AC Sparta Praha: Bičík – Costa (85. Breznaník), Švejdík, Kováč, Kadeřábek – Přikryl (60. Krejčí), Matějovský (74. Bednář), Hušbauer, Vácha, Dočkal – Lafata (C). Trenér Lavička Malmö FF: Olsen – Ricardinho, Johansson, Helander, Tinnerholm – Forsberg, Adu, Halsti, Kroon (66. Mehmeti) – Rosenberg (C) (90.+5. Cibicki), Thelin (83. Eriksson). Trenér Hareide | |        |                                                                           |                                                                            |  |

- Celkem 4:4, postupuje  Malmö FF (pravidlo VG) →  AC Sparta Praha padá do 4. předkola Evropské ligy

### 4. předkolo Evropské ligy
| 1. zápas 21. srpna 2014 | PEC Zwolle                                                                  | 1 : 1  | AC Sparta Praha                          | IJsseldelta Stadion, Zwolle                                             |  |
| 20:00 | Maikel van der Werff 21' Jody Lukoki 77' Jody Lukoki 77' Bram van Polen 86' | [ 37 ] | 57' Marek Matějovský 82' Ladislav Krejčí | Diváci: 12 130 Rozhodčí: Michael Oliver AR: Stuart Burt, Darren England |  |
| Poznámky: AC Sparta Praha: Bičík – Costa, Brabec, Kováč, Kadeřábek – Krejčí, Matějovský, Hušbauer (66. Přikryl), Mareček, Dočkal (76. Vacek) – Lafata (C) (90.+2. Bednář). Trenér Lavička PEC Zwolle: Boer – van Hintum, Sainsbury, van der Werff, van Polen (C) – Thomas (65. Nijland), Rienstra, Drost, Saymak, Ioannidis (46. Lukoki) – Necid. Trenér Jans |                                                                             |        |                                          |                                                                         |  |

| odveta 28. srpna 2014 | AC Sparta Praha                                                                                       | 3 : 1  | PEC Zwolle                                  | Letná, Praha                                                          |  |
| 20:30 | Ladislav Krejčí 10' Marek Matějovský 32' Bořek Dočkal 44' Jakub Brabec 56' Costa 57' Jakub Brabec 62' | [ 38 ] | 36' Trent Sainsbury 83' (pen.) Stef Nijland | Diváci: 16 612 Rozhodčí: Ivan Bebek AR: Tomislav Petrović, Miro Grgić |  |
| Poznámky: AC Sparta Praha: Bičík – Costa, Brabec, Kováč, Kadeřábek – Krejčí (90. Breznaník), Matějovský, Vacek (83. Konaté), Mareček, Dočkal – Lafata (C) (90.+2. Nešpor). Trenér Lavička PEC Zwolle: Boer – van Hintum, Sainsbury, van der Werff, van Polen (C) – Rienstra, Saymak, Drost – Thomas (69. Moro), Necid (54. Nijland), Lukoki (77. Dekker). Trenér Jans | |        |                                             |                                                                       |  |

- Celkem 4:2, postupuje  AC Sparta Praha

### Základní skupina Evropské ligy
| 1 18. září 2014 | SSC Neapol                                                                       | 3 : 1  | AC Sparta Praha                                  | Stadio San Paolo, Neapol                                                 |  |
| 21:05 | Gonzalo Higuaín 23' (pen.) Dries Mertens 51' Dries Mertens 66' Dries Mertens 81' | [ 39 ] | 14' Josef Hušbauer 23' Costa 90'+4' Roman Bednář | Diváci: 14 933 Rozhodčí: Kevin Blom AR: Patrick Langkamp, Bas van Dongen |  |
| Poznámky: AC Sparta Praha: Bičík – Costa, Brabec, Kováč, Kadeřábek – Krejčí, Matějovský, Hušbauer (78. Bednář), Mareček, Dočkal (75. Konaté) – Lafata (C) (85. Schick). Trenér Lavička SSC Neapol: Rafael – Britos, Koulibaly, Albiol, Henrique – Inler, Hamšík (C) (82. Zúñiga), Gargano – Mertens, Higuaín (70. Michu), Callejón (84. López). Trenér Benítez |                                                                                  |        |                                                  |                                                                          |  |

| 2 2. října 2014 | AC Sparta Praha                                                                          | 3 : 1  | BSC Young Boys                      | Letná, Praha                                                                        |  |
| 19:00 | Lukáš Vácha 27' David Lafata 28' Tiémoko Konaté 51' Pavel Kadeřábek 69' David Lafata 85' | [ 40 ] | 5' Jan Lecjaks 52' Guillaume Hoarau | Diváci: 10 205 Rozhodčí: Michael Koukoulakis AR: Michael Karsiotis, Christos Baltas |  |
| Poznámky: AC Sparta Praha: Bičík – Costa, Holek, Brabec, Kadeřábek – Krejčí (89. Kováč), Matějovský (64. Vacek), Dočkal, Vácha, Konaté (81. Mareček) – Lafata (C). Trenér Lavička BSC Young Boys: Mvogo – Rochat, von Bergen (C), Wüthrich (69. Afum), Sutter (66. Hadergjonaj) – Lecjaks, Steffen (89. Nikci), Sanogo, Gajić, Nuzzolo – Hoarau. Trenér Forte |                                                                                          |        |                                     |                                                                                     |  |

| 3 23. října 2014 | ŠK Slovan Bratislava | 0 : 3  | AC Sparta Praha                                         | Štadión Pasienky, Bratislava                                                     |  |
| 19:00 |                      | [ 41 ] | 56' David Lafata 61' Tiémoko Konaté 81' Ladislav Krejčí | Diváci: 6 891 Rozhodčí: Martin Strömbergsson AR: Daniel Gustavsson, Joakim Flink |  |
| Poznámky: AC Sparta Praha: Bičík – Costa, Holek, Brabec, Kadeřábek – Krejčí, Matějovský (80. Vacek), Dočkal (90.+1. Mareček), Vácha, Tiémoko Konaté – Lafata (C) (87. Přikryl). Trenér Lavička ŠK Slovan Bratislava: Perniš – Čikoš, Kolčák, Gorosito, Bagayoko – Jablonský (59. Kubík), Grendel (78. Hudák), Lásik, Halenár (79. Fořt), Žofčák (C) – Soumah. Trenér Chovanec |                      |        |                                                         |                                                                                  |  |

| 4 6. listopadu 2014 | AC Sparta Praha                                                 | 4 : 0  | ŠK Slovan Bratislava                    | Letná, Praha                                                                  |  |
| 21:05 | David Lafata 29' Ladislav Krejčí 32' Costa 74' David Lafata 83' | [ 42 ] | 39' Lester Peltier 60' Mamadou Bagayoko | Diváci: 13 875 Rozhodčí: Aleksej Jeskov AR: Anton Averjanov, Valerij Dančenko |  |
| Poznámky: AC Sparta Praha: Bičík – Costa, Holek, Brabec, Kadeřábek – Krejčí, Matějovský, Vácha (79. Mareček), Dočkal (71. Vacek), Konaté – Lafata (C) (89. Bednář). Trenér Lavička ŠK Slovan Bratislava: Perniš – Čikoš, Niňaj, Kolčák, Bagayoko – Kubík (73. Vittek), Grendel (82. Štefánik), Lásik, Žofčák (C) – Milinković, Peltier (46. Soumah). Trenér Chovanec |                                                                 |        |                                         |                                                                               |  |

| 5 27. listopadu 2014 | AC Sparta Praha                                        | 0 : 0  | SSC Neapol       | Letná, Praha                                                            |  |
| 19:00 | Marek Matějovský 46' Jakub Brabec 62' Bořek Dočkal 90' | [ 43 ] | 6' Miguel Britos | Diváci: 16 111 Rozhodčí: Andre Marriner AR: Stephen Child, Peter Kirkup |  |
| Poznámky: AC Sparta Praha: Štěch – Costa, Holek, Brabec, Kadeřábek – Krejčí, Matějovský (90. Vacek), Hušbauer (72. Přikryl), Mareček, Dočkal – Lafata (C). Trenér Lavička SSC Neapol: Rafael – Britos, Koulibaly, Albiol, Mesto – Hamšík (C), López, Gargano, Callejón – Jorginho (77. Ghulám), Higuaín (68. Zapata). Trenér Benítez |                                                        |        |                  |                                                                         |  |

| 6 11. prosince 2014 | BSC Young Boys                                                                               | 2 : 0  | AC Sparta Praha                                                 | Stade de Suisse, Bern                                                       |  |
| 21:05 | Florent Hadergjonaj 63' Guillaume Hoarau 75' (pen.) Renato Steffen 88' Renato Steffen 90'+4' | [ 44 ] | 41' Costa 65' Bořek Dočkal 75' Pavel Kadeřábek 85' Jakub Brabec | Diváci: 15 150 Rozhodčí: Hüseyin Göçek AR: Mustafa Emre Eyisoy, Orkun Aktas |  |
| Poznámky: AC Sparta Praha: Štěch – Costa (81. Schick), Holek (C), Brabec, Kadeřábek – Krejčí, Mareček, Hušbauer (86. Bednář), Matějovský, Dočkal – Přikryl (60. Konaté). Trenér Lavička BSC Young Boys: Mvogo – Lecjaks, von Bergen (C), Vilotić, Hadergjonaj – Nuzzolo (63. Zárate), Sanogo, Kubo (82. Bertone), Gajić (89. Rochat), Steffen – Hoarau. Trenér Forte |                                                                                              |        |                                                                 |                                                                             |  |

| Poř. | Tým                  | Z | V | R | P | VG | OG | B  |
| ---- | -------------------- | - | - | - | - | -- | -- | -- |
| 1.   | SSC Neapol           | 6 | 4 | 1 | 1 | 11 | 3  | 13 |
| 2.   | BSC Young Boys       | 6 | 4 | 0 | 2 | 13 | 7  | 12 |
| 3.   | AC Sparta Praha      | 6 | 3 | 1 | 2 | 11 | 6  | 10 |
| 4.   | ŠK Slovan Bratislava | 6 | 0 | 0 | 6 | 1  | 20 | 0  |